# Pixidis nautica
La pixidis nautica o pisside nautica era uno strumento magnetico utilizzato per l'orientamento sul mare.
A differenza dei più antichi congegni marinari, costituiti da un ago di ferro magnetizzato galleggiante in un vaso d'acqua, la pixidis nautica era una scatola di vetro che conteneva un perno di bronzo nel quale era infilato un ago magnetico d'acciaio, e sul coperchio presentava 360 tacche, per indicare i 360 gradi goniometrici.
La pixidis nautica comparve in Italia meridionale verso la metà del XIII secolo; essa permetteva di orientarsi in mare aperto anche quando questo era mosso.

## L'invenzione e la diffusione dellapiyidis nautica

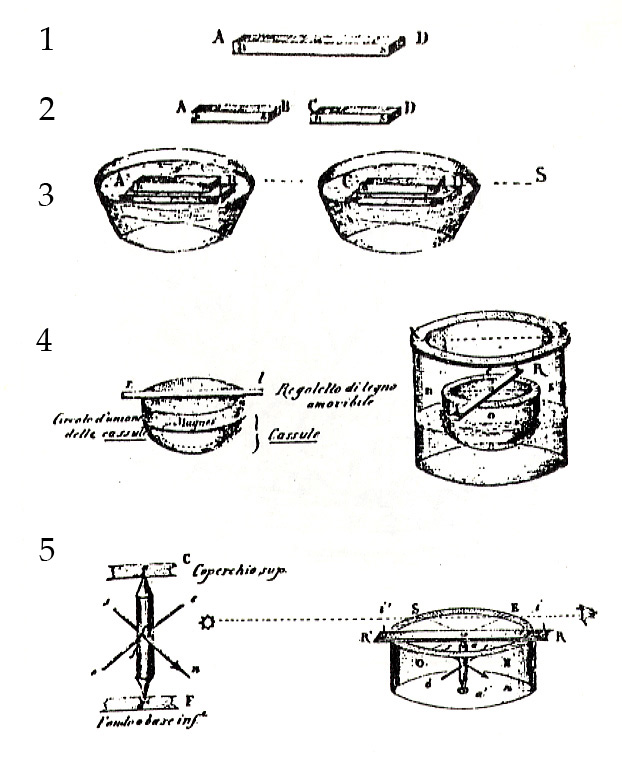
Dall'alto:
1. disegno di un magnete, (AD);
2. rappresentazione dell'attrazione-repulsione magnetica (AB e CD);
3. strumento di orientamento nautico con magnete galleggiante in un vaso pieno d'acqua;
4. cassule per l'orientamento nautico e per un approssimativo calcolo dell'azimuth;
5. pixidis nautica con particolare del perno girevole.

Nel corso del Medioevo le tecniche di orientamento sul mare subirono notevoli innovazioni nel contesto mediterraneo ed europeo.
A partire dalla seconda metà del XII secolo sia in ambito cristiano che musulmano fece la sua apparizione sulle navi che solcavano il Mediterraneo uno strumento di orientamento costituito da un ago di ferro magnetizzato, infilato in una cannuccia, a sua volta galleggiante in un vaso colmo d'acqua. L'ago si allineava con il campo magnetico terrestre, indicando il nord e orientandosi verso la Stella Polare.
Allo stato non si conosce ancora da dove sia partita l'idea basilare di questo nuovo congegno marinaro: di certo si sa che nella prima parte del XII secolo esso era già in uso in Cina, ma non era impiegato nella marineria. È probabile che, tramite gli Arabi, sia giunto a Baghdad, successivamente nel Medioriente e poi applicato nell'arte della navigazione, come vuole la tradizione bassomedievale ed umanistica, dai marinai di Amalfi che frequentavano i porti arabi africani e siro-palestinesi.
Tale strumento permetteva di mantenere la rotta anche quando il cielo era coperto, purché il mare fosse calmo; quando esso era mosso, la forza meccanica delle onde vinceva quella magnetica, per cui l'ago cominciava a girare, facendo smarrire la direzione. La navigazione in mare aperto in pieno inverno, pertanto, rimaneva ancora interdetta a causa delle incerte condizioni del mare (vernum mare serratum. Trad: chiusura del mare d'inverno).

### Un nuovo strumento a secco
Nel 1268 re Carlo I d'Angiò chiamò all'assedio di Lucera, ultima roccaforte rimasta fedele alla causa sveva, il cavaliere francese Pietro Peregrino de Maricourt, abile costruttore di macchine belliche d'assalto. Costui, durante la permanenza in quella terra, conobbe un novissimum instrumentum (uno strumento nuovissimo) impiegato nell'orientamento, specialmente sul mare. Quella conoscenza lo indusse a scrivere un trattato epistolare, il De Magnete, nel quale egli passava in rassegna tutti i congegni di orientamento magnetico, per soffermarsi su questa nuova invenzione, alla quale attribuì, forse per primo, il nome di pixidis nautica.
Il nuovo strumento era differente dai precedenti perché non era “ad acqua”, bensì “a secco”, cioè non era costituito da un vaso colmo d'acqua, nel quale galleggiava un congegno. Esso era invece formato da una scatola, detta appunto pixidis, di vetro, bassa e di sezione circolare, poco profonda ed alquanto ampia. Sul coperchio, anch'esso di vetro, erano segnate 360 tacche, per indicare i 360 gradi goniometrici; due linee ortogonali indicate come diametri sul coperchio rappresentavano il settentrione-meridione e l'oriente-occidente.
Tra il coperchio e la base della scatola era collocato un perno girevole in bronzo, nel quale erano infilati, in posizione perpendicolare tra loro, ma non complanare, due aghi, uno di bronzo e l'altro di ferro o di acciaio magnetizzato per induzione mediante un magnete (l'acciaio, in particolare, conserva meglio la magnetizzazione). La magnetite, di cui era fatto il magnete, era un minerale di colore azzurro, definito adamans, e proveniva dall'Asia Minore per quanto riguarda l'area mediterranea e dalla Scandinavia per quanto concerne il Nord Europa.
Avvicinando il polo nord o il polo sud del magnete alla pixidis vitrea, si doveva attendere che il moto dell'ago di ferro, magnetizzandosi, intanto, per induzione, si arrestasse e si stabilizzasse sulla linea del settentrione-meridione incisa sul coperchio. L'ago magnetizzato, infatti, si dispone lungo le linee del campo magnetico terrestre.
Una regula in vetro, cioè una diottra o righello, alle cui estremità erano posti due chiodini (stili) in argento o in bronzo, completava la pixidis nautica. La regula serviva, in particolare, per misurare l'azimuth del sole, della luna e delle stelle, per stabilire la latitudine della nave. Tale misurazione veniva effettuata ponendo la regula in asse con il sole; l'ombra formata dal chiodino anteriore della diottra segnava l'azimuth dell'astro sulla tacca del coperchio della pixidis.

### Lecassuledel Mare del Nord
Nei mari del Nord, tra XII e XIII secolo, era in uso un congegno marinaro d'orientamento costituito da un vaso pieno d'acqua, nel quale galleggiavano due cassule di legno, cioè due oggetti, di cui uno a forma di semisfera piena e l'altro, dello stesso diametro, dalle fattezze di un basso e largo cilindretto. Tra le due cassule era incollato un magnete, che indicava la direzione settentrionale. Sulla cassula superiore, che aveva la sezione circolare, erano incise 360 tacche, le quali rappresentavano i 360° in cui è divisa una circonferenza goniometrica.
Lo strumento, di ideazione danese, così composto costituiva una sorta di anticipazione della pixidis per quanto concerne approssimative misure dell'azimuth degli astri.
Un frammento, costituito da un cerchio di legno, sul quale erano state incise 360 tacche, fu rinvenuto in Groenlandia negli anni '50 del XX secolo.
L'idea dell'applicazione delle tacche, realizzata nei mari del Nord, passò poi nel Mediterraneo, dove fu impiegata nella costruzione della pixidis, principalmente per la misurazione dell'azimuth.

### L'impiego dellapixidis nauticanella marineria
L'impiego della pixidis nautica nella marineria permetteva la navigazione anche in inverno e in mare aperto; infatti l'ago magnetico imperniato resisteva molto bene alle sollecitazioni meccaniche delle onde del mare grosso.
Questo strumento era destinato a rivoluzionare le tecniche della navigazione, offrendo ai naviganti l'opportunità di muoversi sul mare con sufficiente sicurezza in tutti i periodi dell'anno, in una prima fase almeno in uno specchio d'acqua chiuso, come il Mediterraneo.
Una prova indiretta, ma decisamente esaustiva, circa l'impiego della pixidis nautica dovrebbe necessariamente essere collegata a testimonianze di navigazione lungo rotte in mare aperto nel corso dei mesi invernali, cioè tra novembre e febbraio, come affermano Heinrich Winter (1937) e Frederic C. Lane (1963). Di certo sappiamo che dovette essere proprio la pixidis nautica a favorire e incoraggiare quella pratica di navigazione, in quanto essa si diffuse proprio subito dopo l'apparizione del detto strumento, cioè tra il 1270 e il 1300, tra febbraio e maggio e da agosto fino a Natale.

### 1259: la testimonianza di un contratto
Un contratto di società di mare del 1259 fornisce ulteriori informazioni circa l'applicazione del nuovo congegno in campo marittimo.
L'atto in questione, stipulato tra nobili mercanti del Ducato di Amalfi, accerta la navigazione in mare aperto di un'imbarcazione amalfitana nella seconda metà dell'inverno, cioè a partire dal 20 febbraio.
Non essendo noti, allo stato, altri documenti precedenti a questo che provino navigazioni in mare aperto in pieno inverno, è possibile ritenere che i mercanti-marinai di Amalfi dovettero essere i primi in assoluto a compiere quell'impresa. Pertanto, quello fu un primo interessante passo in avanti, in quanto la partenza di navi per l'Africa e il Medioriente veniva anticipata dalla primavera al mese di febbraio. Ciò costituirebbe una prova indiretta dell'impiego di uno strumento di orientamento nautico più funzionale e sicuro rispetto a quelli precedenti, che potrebbe coincidere a giusta ragione con la pixidis.

### Lapixidis nauticain Puglia e le attività marinare degli amalfitani
Dieci anni dopo questa prima navigazione invernale amalfitana Pietro Peregrino trova la pixidis nautica in Puglia e la descrive; ne risulta proprio uno strumento magnetico di orientamento “a secco” praticamente utile allo scopo predetto. Pertanto, questo congegno doveva essere in uso in area pugliese al tempo dell'assedio di Lucera (1268-1269). In quell'epoca le attività marinare e fiscali, monetarie e giuridiche di quella regione erano sotto il quasi totale controllo delle famiglie nobili ravellesi, che si erano ormai consolidate, essendo ivi presenti ed attive nel settore mercantile sin dall'età normanna. I ravellesi, provenienti da una città a mezza costa, posta su alture collinari situate alle spalle di Amalfi, sin dal regno di Federico II (1198-1250) erano soprattutto funzionari regi, per la maggior parte protontini (viceammiragli dipendenti dal grande ammiraglio del regno), portolani (responsabili dei porti), secreti (alti funzionari fiscali), maestri zecchieri.
Il ritrovamento della pixidis nautica in Puglia, la partecipazione di un ravellese alla società di mare del 1259 che prevedeva la navigazione invernale in mare aperto e il controllo delle attività marinare pugliesi da parte dei ravellesi possono costituire prove a sostegno della tesi dell'ideazione di quel rivoluzionario strumento nautico magnetico da parte degli esperti navigatori della marineria amalfitana.
Già nel 1080, infatti, il poeta normanno Guglielmo di Puglia confermava che la tradizione marinara e la fama in materia di navigazione degli amalfitani erano ormai note in tutto il mondo di allora.
In quella società marinara medievale si formarono, da entrambi i punti di vista teorico e pratico, capitani, nocchieri e periti in arte maritima, puntualmente menzionati nelle fonti. Alcuni di questi insegnarono nello Studio Napoletano fondato da Federico II nel 1224.

## Ilbossolo: perfezionamento dellapixidis nautica
Nel corso della seconda parte del XIII secolo la pixidis nautica fu sottoposta ad una trasformazione per quanto concerne la scatola, la quale non fu più fatta in vetro, bensì confezionata in legno di bosso. Questa scelta fu dettata dall'empirica scoperta della schermatura che tale qualità di legna offre all'influsso di campi magnetici esterni.
Naturalmente gli esperti di quel tempo non erano affatto a conoscenza della vera causa dell'orientamento dell'ago magnetico verso settentrione, per cui essi pensavano che il magnete fosse una sorta di “pietra magica” (adamans) che riceveva la virtù di attrarre il ferro e di fornirgli quella forza per l'influsso della Stella Polare. I naviganti notarono che in alcune circostanze inspiegabili l'ago della pixidis impazziva, cominciando a girare con il perno in cui era conficcato; ciò avveniva soprattutto quando la nave passava per determinati luoghi sottocosta. Essi per tentativi, provando a modificare il materiale di cui era fatta la scatola, scoprirono che il legno chiaro e pesante della pianta di bosso limitava molto quelle strane interferenze, che erano dovute al magnetismo delle rocce o a giacimenti di magnetite. 

### Ilbossoloe la Rosa dei venti

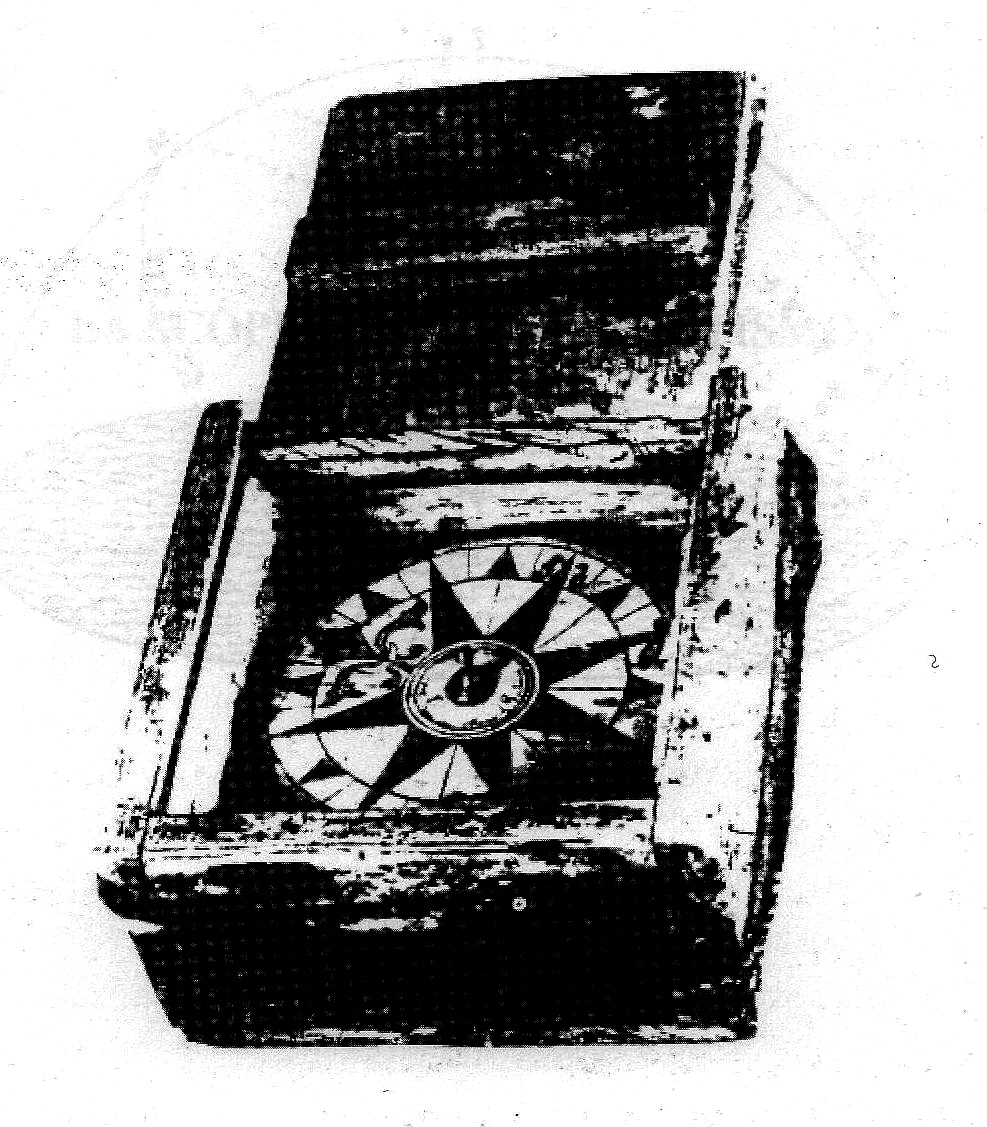
Bussola del XV-XVI secolo.

L'uso della scatola di bosso fece assumere al nuovo strumento perfezionato la denominazione di “bussola”, termine che utilizziamo ancora oggi per denotare strumenti di orientamento basati sulla forza magnetica. Questo vocabolo fece la sua prima apparizione a partire dal 1270 (bossolo) e da allora in poi entrò a far parte dapprima del gergo pseudo-scientifico e della letteratura in materia e poi di quello comune.
Tra quest'ultima data e il 1300 la pixidis nautica, conosciuta ormai come bossolo, fu sottoposta ad un altro perfezionamento ben più significativo, questa volta riguardo alle tecniche di orientamento. Al perno girevole che conteneva i due aghi, di cui uno di ferro o acciaio magnetizzato e l'altro di bronzo o d'argento, fu applicata una rotula o rotella di carta a mano dalla grammatura grossa, sulla quale era disegnata una rosa con 16 o 32 venti.

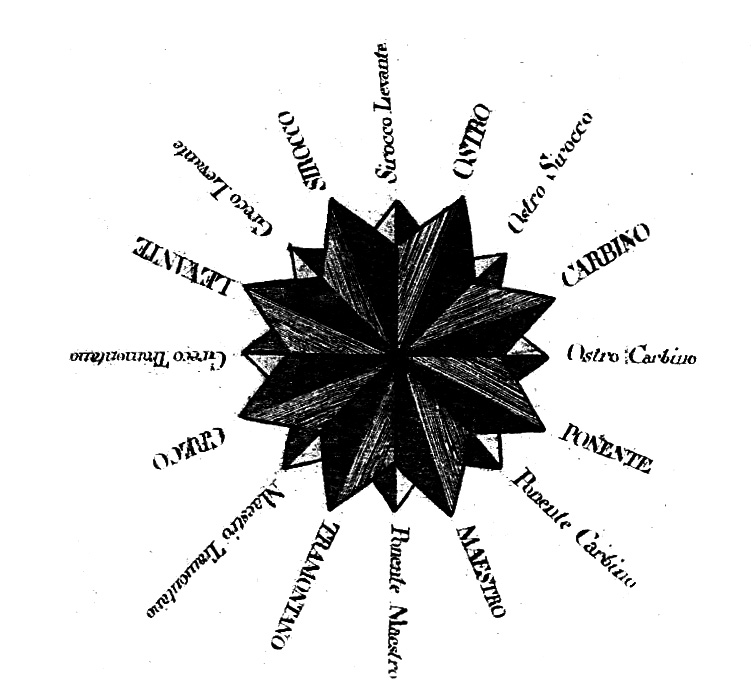
Rosa dei venti con i nomi delle 16 direzioni principali (disegno XVIII secolo).

Questa carta di forma rotonda era solidale all'ago magnetico, nel senso che quest'ultimo doveva restare sempre esattamente in linea con il settentrione, segnato sulla Rosa mediante un giglio angioino. Tale particolare indica che l'area geografica in cui fu ideato quel perfezionamento dovette essere il regno angioino di Napoli. Inoltre in quell'epoca le cartiere per la fabbricazione di tale tipo di carta erano diffuse lungo i fiumi dei centri amalfitani e ad Amalfi era attiva la più antica ferriera pubblica del Meridione, che produceva anche l'acciaio.
L'applicazione della Rosa nella bussola consentiva un orientamento più preciso e una ricostruzione più dettagliata della zona di mare in cui si trovava la nave, in previsione della segnatura di una rotta più sicura.

### Positano, Flavio Gioia e gli errori di interpretazione
L'invenzione di questo nuovo strumento, evoluzione o perfezionamento della pixidis nautica, viene attribuita dalla tradizione storiografica e letteraria alla terra marittima di Positano, appartenente al Ducato di Amalfi, e in particolare al suo illustre figlio Flavio Gioia. Costui, esperto in arte maritima, avrebbe realizzato quel nuovo congegno verso l'anno 1300 o 1302.
Le ricerche documentarie condotte per dimostrarne l'esistenza, perpetuatesi nel corso di vari decenni, hanno recentemente dimostrato che nel territorio amalfitano non è mai esistito un personaggio denominato Flavio Gioia. Egli, comunque, non è frutto di un'invenzione popolare, bensì di un errore di interpretazione rinascimentale, avvenuta tra scrittori dell'Emilia-Romagna. Tutto parte dall'affermazione di Giambattista Pio di Bologna, il quale nel 1511 scrive: Amalphi, in Campania veteri, magnetis usus inventus a Flavio traditur; cuius adminiculo navigantes ad arcton diriguntur; quod auxilium priscis erat incognitum.
Il suo conterraneo Lilio Gregorio Giraldi circa trent'anni dopo interpretò la prima parte di quel passo in questo modo: Si tramanda che l'uso del magnete sia stato inventato da Flavio ad Amalfi, nella vecchia Campania.
Così il Giraldi fu il primo a creare l'equivoco, affermando nei suoi scritti: Sed non multis retro saeculis, in Campaniae oppido, antiquis navigandi usus incognitus, per magnetem et chalibem quorum indicio nautae ad polos diriguntur; a Flavio quodam excogitatus traditur ("escogitato da un certo Flavio"); quae res nunc vulgari voce nautarum pyxis, sei pyxidecula magnetis appellatur.
Da queste riflessioni si evidenzia il termine classico pyxis, trasformato nel Medioevo in pixidis, usato per indicare lo strumento di orientamento magnetico (pyxidecula magnetis). Al nome Flavio in seguito fu associato il cognome Gioia, come sostengono Scipione Mazzella (1601) e le cronache ecclesiastiche amalfitane risalenti al XVI secolo.
Analizzando meglio l'asserzione di Giambattista Pio, si giunge alla seguente conclusione: l'interpretazione di quel testo latino va intesa in altro modo; pertanto la corretta e letterale traduzione sarebbe: Si tramanda da Flavio l'uso del magnete inventato ad Amalfi, nella vecchia Campania. Il Flavio in oggetto non sarebbe, allora, il presunto amalfitano inventore, bensì Flavio Biondo, lo scrittore forlivense che nel 1450 attribuiva agli amalfitani l'invenzione di uno strumento magnetico utile nell'orientamento marittimo. Ciò è ulteriormente provato dalla frase cuius adminiculo navigantes ad arcton diriguntur, quod auxilium priscis erat incognitum presa letteralmente in prestito dal Pio proprio dall'opera del Biondo.
Una parte della letteratura storiografica dei secoli XVII e XVIII, riferendosi ad una tradizione prettamente amalfitana, riporta che l'inventore dell'uso del magnete nella navigazione, sotto forma di pixidis nautica o di bossolo, si sarebbe chiamato Giovanni Gioia. La ricerca nelle fonti documentarie amalfitane, effettuata da alcuni studiosi, ha confermato l'esistenza nel territorio dell'antica repubblica marinara di una famiglia Gioia: in particolare, essa viene attestata, nel corso del XVI secolo, a Ravello. Questo dato assume una rilevante importanza, poiché si aggiunge a quanto dichiarato nella sezione I a proposito della tesi dell'invenzione della pixidis nautica da parte di qualche esperto in arte maritima originario proprio di quella città del Ducato di Amalfi. In effetti, il cognome Gioia richiama toponimi prettamente pugliesi, denotando nel suo significato il possedimento terriero in genere.
Pertanto, la consistente ed antica frequentazione ravellese della Puglia avrebbe potuto tranquillamente trasferire quel cognome in area amalfitana, dove una famiglia Gioia si sarebbe impegnata nella marineria e nella navigazione ed un suo esponente, in età sveva (1194-1265), avrebbe ideato quel prezioso strumento nautico.
Il perfezionamento della pixidis nautica, avvenuto mediante l'impianto della Rosa dei venti nella sua nuova forma di bossolo, è da attribuire effettivamente alla marineria positanese, particolarmente attiva nel corso del XIII secolo angioino. Tale asserzione sarebbe dimostrata dall'applicazione nella bandiera della flotta di galee di Positano di un signum novum, atque insolitum, cioè proprio della pixidis nautica o bossolo che dir si voglia a partire dai primi anni del XIV secolo.

## Lacharta da navegare: un prodotto dellapixidis nautica
L'invenzione della pixidis nautica e il suo perfezionamento rappresentato dal bossolo con la Rosa dei Venti contribuirono notevolmente alla produzione delle prime carte nautiche, denominate chartae da navegare, nonché dei compassi o portolani.
Ciò è stato possibile soprattutto grazie alla capacità di tale congegno di individuare la rotta e di misurare l'azimuth degli astri per stabilire l'esatta posizione della nave.

### La carta nautica e il portolano
Così, quando una nave lasciava il porto, il nauclerius (nocchiero o pilota) procedeva ad orientare la carta con la pixidis, in maniera che le quattro direzioni principali o “linea settentrionale-meridionale” e “linea dell'oriente e dell'occidente” coincidessero con i punti cardinali; quindi tracciava con il piombino una linea che univa il punto di partenza con quello di arrivo segnati sulla carta: quella linea così segnata rappresentava la rotta da seguire. Durante la navigazione il nocchiero dirigeva l'asse della nave lungo tale linea; aiutandosi sempre con la pixidis, fissava sulla carta il cammino percorso e con il compasso indicava le direzioni e misurava le distanze.
Sulla carta nautica erano indicati i contorni delle coste e i nomi dei luoghi costieri; alla sua realizzazione contribuirono i naviganti con le loro conoscenze. Essa non presentava la rete di meridiani e paralleli, poiché era costruita senza l'aiuto delle determinazioni astronomiche. Nel Medioevo, infatti, non si usavano ancora i gradi di latitudine e di longitudine.
Il portolano, invece, era un libro di istruzioni marinare, una sorta di descrizione delle coste, erede diretto dei peripli classici.

### La cartografia medievale
La cartografia altomedievale (X-XI secolo), relativa a carte d'interesse terrestre, si sviluppò specialmente presso la scuola di geografia di Baghdad: da quella città giunse per visitare l'Italia meridionale il geografo arabo Ibn Havqal verso il 977. In una sua opera egli descrisse molte città del Meridione, tra cui anche Amalfi.
La più antica carta nautica conosciuta fu ritrovata nel 1957; ora è conservata presso la biblioteca dell'Accademia Etrusca di Cortona. Secondo l'opinione di alcuni studiosi essa sarebbe stata disegnata dopo il 1232 e prima del 1258, in quanto non riporta ancora la città di Manfredonia, fondata nella prima data dal re Manfredi, bensì la città di Agusta, ricostruita nella seconda data. Questa carta, in precedenza attribuita erroneamente al secolo XIV, fu di certo realizzata mediante l'applicazione della pixidis nautica, la quale favorì, in particolar modo dopo l'inserimento in essa della Rosa dei venti, la produzione di molte altre carte nautiche. Genova divenne, tra XIII e XIV secolo, il principale centro di realizzazione.

### LaCarta Pisanadel XIII secolo
Una nuova carta perfezionata e più precisa della precedente fu disegnata entro il 1275. Essa viene comunemente detta Carta Pisana, perché fu posseduta da una famiglia di Pisa; secondo il parere dell'eminente studioso Revelli (1923) l'autore della stessa sarebbe stato un genovese. La Carta Pisana rappresenta il Mediterraneo, una sezione dell'Atlantico ad occidente e ad oriente il Mar Nero appena delineato. Essa fu prodotta grazie alla pixidis nautica perfezionata mediante la Rosa dei Venti.

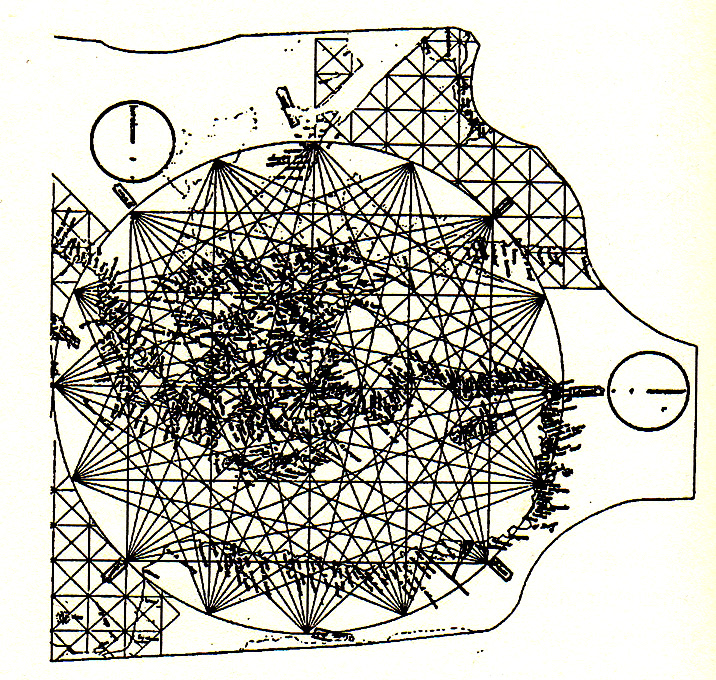
La Carta Pisana (c. 1275).

In particolare, la Carta Pisana fu realizzata mediante due circonferenze di grande raggio centrate una sul Mar di Sardegna e l'altra sulla costa dell'Asia Minore. Tali circonferenze erano suddivise da 16 raggi, che indicavano i 16 venti della Rosa, di cui, nella carta, otto recavano le denominazioni attribuite in precedenza dagli amalfitani (Tramontana, Grecale, Levante, Scirocco, Mezzogiorno, Libeccio, Ponente, Maestrale). I 16 punti d'incontro dei raggi con le circonferenze diventavano a loro volta centri di altri cerchi minori, suddivisi in 32 direzioni. Al di fuori di questo intricato reticolato ve n'era un altro a maglie quadrate. Inoltre erano segnate due scale con suddivisioni decimali.
Per costruire questo reticolato si tracciava un rettangolo, nel cui centro si disegnava un cerchio del diametro uguale al lato corto del rettangolo; sulla circonferenza di quel cerchio si indicavano 16 punti equidistanti. Ciascuno di essi era unito a tutti gli altri punti della circonferenza mediante linee; queste erano prolungate sino ad incontrare il perimetro del rettangolo. Era su questa fitta rete di linee che si disegnavano i contorni delle coste, dopo aver trovato il loro giusto orientamento con l'ausilio dello strumento nautico magnetico provvisto di Rosa dei Venti, cioè la pixidis perfezionata.

### Il contributo dei genovesi
Una carta ancor migliore è certamente quella raffigurante il Mediterraneo orientale, prodotta dal genovese Pietro Vesconte nel 1311. La Rosa centrale è segnata sull'Egeo; sulla sua circonferenza si diramano altre 16 rose tutte equidistanti tra di loro, alcune con 16 raggi e altre con 32.
Altre carte nautiche furono realizzate, verso il 1325, dai genovesi Giovanni da Carignano e Angelino Dalorto. Fra i migliori cartografi del XIV secolo vi erano anche due veneziani, Marco e Francesco Pizzigani.
Non è da escludere che la scuola cartografica di Genova sia nata grazie alla frequentazione assidua e numerosa di navigatori e mercanti genovesi della terra di Positano, appartenente al Ducato di Amalfi, in special modo nel corso del Duecento angioino (1265-1300). In quel centro marinaro, infatti, essi avrebbero conosciuto la pixidis nautica nella nuova versione con l'imperniata Rosa dei Venti, perfezionamento realizzato proprio in quegli anni dall'esperta marineria locale (v. Sezione II).
È molto probabile, in aggiunta, che l'inventore della più antica versione della pixidis nautica, il quale potrebbe essere stato l'amalfitano-ravellese Giovanni Gioia (v. Sezione II), abbia anche ideato la prima charta da navegare e, forse, contribuito alla stesura del primo portolano medievale. Costui doveva necessariamente possedere una solida formazione matematico-trigonometrica e astronomica appresa dai continui ed intensi contatti col mondo arabo, che furono, tra l'altro, alla base delle fortune non solo marinare e mercantili, ma anche artistiche, architettoniche e culturali dell'area amalfitana.
A bordo delle caravelle di Colombo, agili e alquanto sicure navi d'invenzione spagnola, provviste di velatura quadrata e triangolare, la pixidis nautica o bossolo assunse un ruolo fondamentale per solcare l'ignoto “Mare Oceano”.